# 848 (číslo)
Osm set čtyřicet osm je přirozené číslo, které následuje po čísle osm set čtyřicet sedm a předchází číslu osm set čtyřicet devět. Římskými číslicemi se zapisuje DCCCXLVIII.

## Matematika
848 je:
- Deficientní číslo
- Nešťastné číslo
- Nepříznivé číslo

## Astronomie
- (848) Inna je planetka hlavního pásu, kterou objevil v roce 1915 Grigory Neujmin

## Roky
- 848
- 848 př. n. l.